# Mellicta vesubiana
Mellicta vesubiana är en fjärilsart som beskrevs av Ruggero Verity 1932. Mellicta vesubiana ingår i släktet Mellicta och familjen praktfjärilar. Inga underarter finns listade i Catalogue of Life.